# پارک ملی اسمولنی
پارک ملی اسمولنی (انگلیسی: Smolny National Park) یک پارک ملی حفاظت‌شده در استان موردوویای کشور روسیه است.